# Psilogryllacris tchancha
Psilogryllacris tchancha är en insektsart som beskrevs av Hugel 2009. Psilogryllacris tchancha ingår i släktet Psilogryllacris och familjen Gryllacrididae. Inga underarter finns listade i Catalogue of Life.